# Orden Ogan
Orden Ogan je německá powermetalová hudební skupina z města Arnsberg založená v roce 1996 bubeníkem Sebastianem Grütlingem a zpěvákem a kytaristou Sebastianem Levermannem. Během let 1996–2004 vydala čtyři demo alba, poté v roce 2008 následovala debutová deska Vale. Ta se setkala s kladnými reakcemi ze strany hudebních kritiků; německý magazín Rock Hard o skupině napsal, že se jedná o „následovníky Blind Guardian“, zatímco v recenzi časopisu Metal Hammer byli Orden Ogan označeni jako „noví Running Wild“. Poté následovala studiová alba Easton Hope (2010), To the End (2012) a Ravenhead (2015). V červenci 2017 vyšla pátá studiová deska Gunmen.
Zvuk Orden Ogan je charakterizován především masivními kytarovými riffy a mocnými sbory.

## Sestava
- Sebastian Levermann – zpěv, kytara (od 1996)
- Tobi – kytara (od 2007)
- Niels Löffler – basová kytara (od 2011)
- Dirk Meyer-Berhorn – bicí (od 2011)

Bývalí členové
- Marc Peters – kytara (1998–2000)
- Stefan Manarin – kytara (2000–2006)
- Verena Melchert – flétna (2001–2004)
- Christina Decker – klávesy (1996–2000)
- Sebastian Severin – basová kytara (1996–2007)
- Sebastian "Ghnu" Grütling – bicí (1996–2011)
- Lars Schneider – basová kytara (2007–2011)
- Nils Weise – klávesy (2007–2011)

## Diskografie
- Vale (2008)
- Easton Hope (2010)
- To the End (2012)
- Ravenhead (2015)
- Gunmen (2017)
- Final Days (2020)